# Auguste Gonnet
Auguste Gonnet est un inventeur parisiens qui construisit en 1952 une voiture hybride « Vélo Gonnet » qui fonctionnait avec un moteur à essence à deux cylindres à l'avant et un moteur électrique à l'arrière.
La voiture possédait deux tableaux de bord, à l'avant concernant la propulsion par moteur à essence et un deuxième à l'arrière du conducteur comportant divers voyants et compteurs électriques.
Ce prototype se conduisait sans permis,.

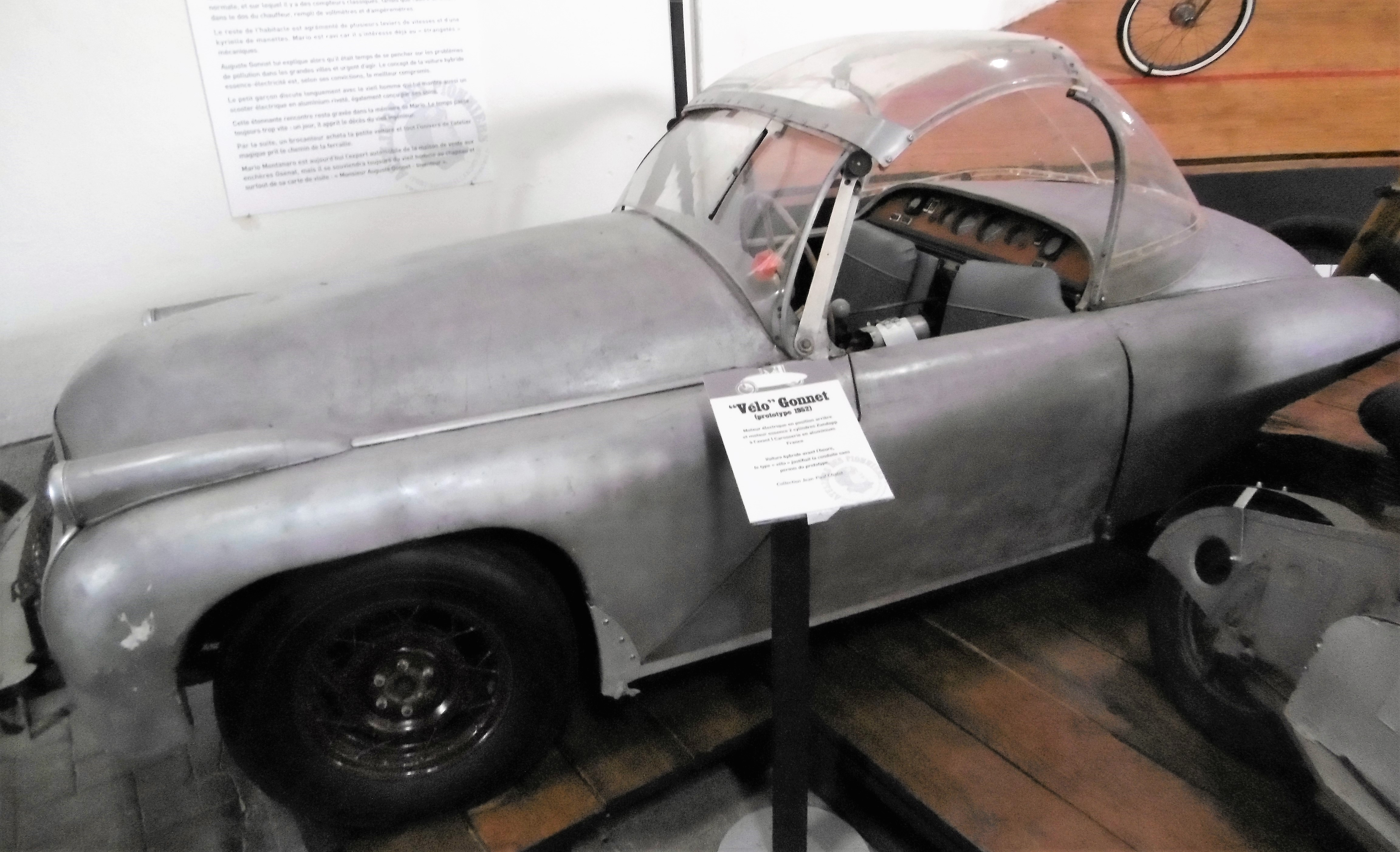
Voiture vélo Gonnet.
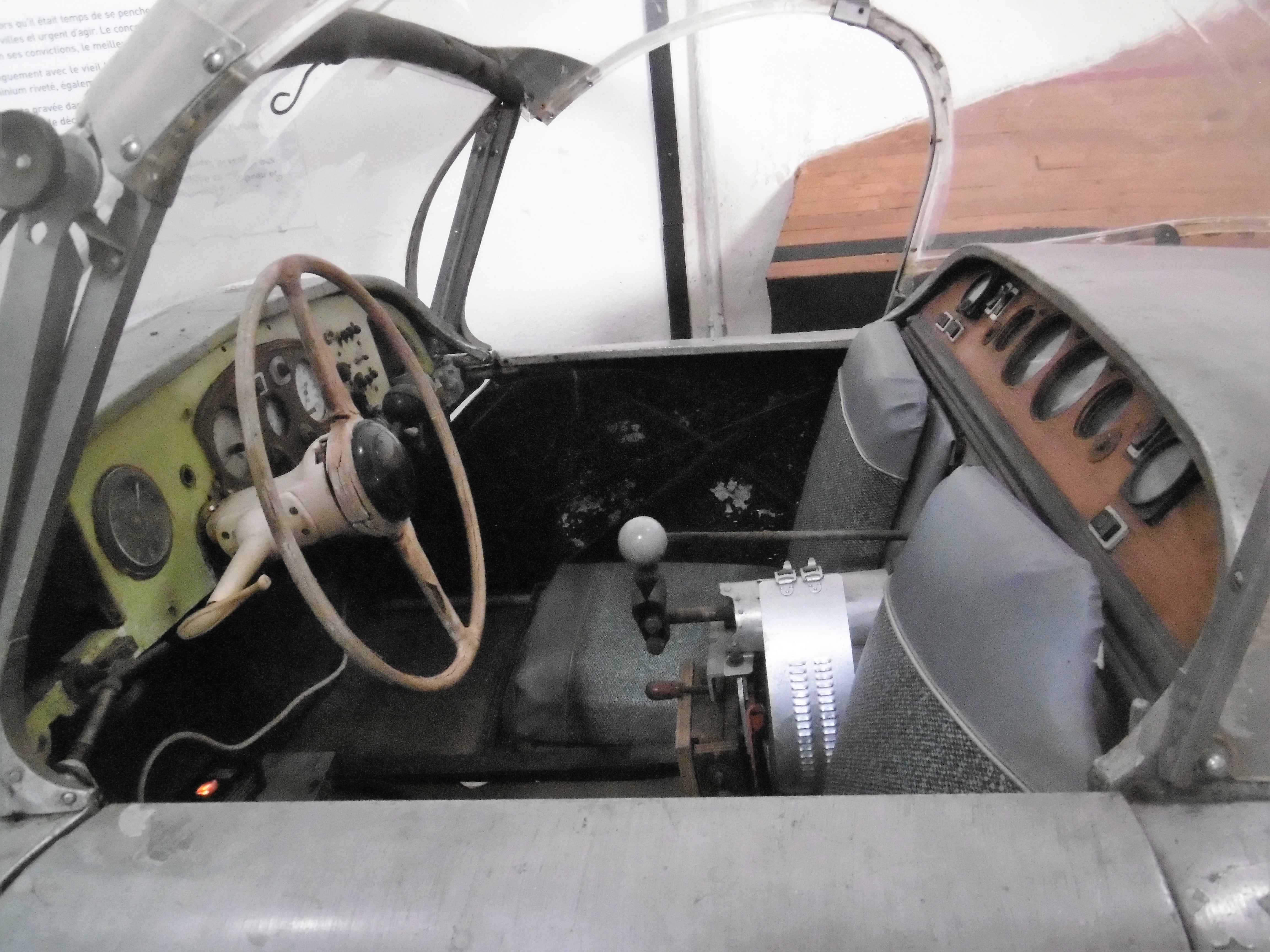
Intérieur et tableaux de bord.